# 成人电影
成人電影（英語：Adult Video），是指給成年人觀賞的電影，多涉及裸露、色情片、暴力、驚嚇等不適合當地法令定義之未成年者所觀看的內容。不過比起暴力類的電影，這個詞更常用來指稱含有裸露內容的電影。
隨著互聯網的興起和自媒體的蓬勃發展，成人電影在香港的發展經歷了顯著變革。過去，成人電影主要依賴傳統影院放映和錄像帶分發，受限 「第三類」（成人限定）評級制度影響，當時的成人電影多為軟性色情片，內容相對較為隱晦，市場主要集中在本地及亞洲華人社群。互聯網時代，自媒體平台如YouTube、TikTok及成人內容專屬平台（如OnlyFans）的出現，為成人電影提供了全新的分發渠道，繞過了傳統審查限制，使內容創作更自由，題材也更加多樣化。個人創作者和小型製作公司可通過自媒體直接面向全球觀眾，打破了以往由大型製片公司主導的局面。

## 各地的情況

### 在美國的發展
《A Free Ride》(1915)是由美國本土製作的首部AV，但幕後團隊包括導演、攝影，以及演員的姓名皆未公開。
1970年代是美國色情電影的黃金時期，當時出現了一大批堪稱美國色情電影代表之作。其中就為美國色情電影開山之作的《深喉嚨》，雖然觀眾人數一直在增加，但此時的色情片還沒有引起主流電影業的關注。1972年美國獨立電影圈拍攝的三部曲《Behind the green door》正式宣告了美國色情電影黃金時期的來臨。但是此片在23個州遭禁，聯邦政府也希望從這部片子著手來剷除色情影片。其中5個相關公司和12個演職員被告上法庭，罪名是跨州攜帶和傳播淫穢電影。田納西州法院判決的結果是被告罪名成立，但是聯邦上訴法院卻以第一修正案為依據，拒絕繼續追究責任。
1970年代的中期到後期，美國的色情電影業經歷了最後輝煌，拍攝出了自己的經典作品，最著名的就是《不羈夜》的導演安德森少年時期看到的《貝多芬小姐的啟蒙》。亨利·巴黎導演的這部電影堅持用藝術化的手段來表現色情，他對氣氛的強調遠遠多於對赤裸裸的性行為的描繪。
2005年的《加勒比女海盜》，耗資一百萬美元製作，發行之後就打破歷年來的色情片銷售紀錄，成為歷年來銷售量最高的成人娛樂影音產品，更在2006年的成人影帶新聞獎典禮上，獲得24項提名、11項獲獎的成績，此紀錄更是打破了影史紀錄。
自2010年起，時常藉由仿造超級英雄系列的電影而創造票房，如《蝙蝠俠 XXX》、《超人：鋼鐵英雄 XXX》、《綠巨人 XXX》、《蜘蛛人 XXX》等。

### 在歐洲的發展
法國於1896年拍攝的《洞房夜新娘》，劇情是一對新婚夫妻隔著屏風，妻子在屏風後脫掉一件又一件的衣服，雖然沒有全裸畫面，但在當年可說非常前衛，它也是全世界第一支成人片。德國於1910年拍攝的《在晚上》（德語：Am Abend），1910年德国色情电影，片長只有10分鐘，但它是史上第一部有性愛場面的AV，後來成為兩性學者的研究題材，现藏于金賽性、性別與生殖研究中心。

### 在香港的發展
現今在香港電影分級制度中，成人電影會被劃分成「第III級」，因此「三級片」也成為香港人對色情成人電影的別稱。雖然並非只有色情電影會劃為三級片，但三級片大多是色情電影。
「香港風月片」誕生於香港實行電影分級制度之前，因當時這一類片子都多以古代風月韻事為內容，因此稱之為風月片。其中以邵氏電影的導演李翰祥的風月片最具代表性，而李翰祥所拍電影中，引領了風月片浪潮的電影就屬《大軍閥》。
1993年上映的《蜜桃成熟時 1993》是翻拍自德國的一部同名電影，電影一上映就創下1,200萬港幣的票房，同時也讓該片的女主角李麗珍聲名大噪。
1995年上映的《血戀》，是香港電影史上第一個完全裸露並進行真實性交的色情片。
隨著互聯網和自媒體的興起，香港成人影片產業迎來轉型，Macy Chan是其中代表。她以廣東話製作成人影片，通過OnlyFans等平台直接面向全球觀眾，內容強調安全與共識，女性主導，打破傳統負面、暴力的色情片的框架。香港96%人口上網，社交媒體滲透率86.2%，為她的創作提供廣闊空間，但也面臨嚴格的內容監管挑戰。Macy Chan的發展展現了自媒體時代個人創作者在香港成人電影市場的新角色。

### 在台灣的發展
在台灣，臺北的前紅樓戲院在1970年代中期、白雪大戲院在1990年代以後則播映成人電影，自2012年白雪大劇院以及2016年台南的新建國戲院倒閉後，全台已無專門播映成人電影的電影院。
至於台灣第一部國產成人電影，是2003年上映的《臺灣水電工》。這部片在當時可謂前衛且大膽，造成熱烈討論，而片中男主角「阿賢」與女主角「宣宣」也因此一砲而紅，為台灣成人產業立下重要里程碑。
台灣對色情出版品的限制，僅有《兒少法》與《刑法》妨害風化罪。上述的首部本土自製AV《臺灣水電工》，即以妨害風化判刑。而這也促使大法官會議在2006年通過釋字617號，針對「猥褻物品」下了相對自由的定義，將猥褻物品分為兩大類：一是暴力、性虐待或人獸交等而無藝術性、醫學性或教育性的資訊及內容（通常稱為「硬蕊」），二是上述要件外，足以刺激或滿足性慾，而令一般人感覺不能忍受（「軟蕊」），且未加封套或警語等安全隔絕措施者。
台灣首部「魔鏡號」（移動式攝影棚）是在2019年9月由SWAG主播沐沐所拍攝的短片，但此舉於2020年3月遭警方依妨害風化罪及猥褻等罪嫌送辦，這也是台灣警方首次查辦SWAG直播主。
在華語圈比SWAG更具規模的是一家美國註冊公司（總公司設在美國加州）的成人影視平台「麻豆傳媒」，於2019年間開始將內容擴及到華語成人影片服務，目前在台灣沒有設立分公司。其中改編自1990年代的網路成人小說《少年阿賓》系列，拍攝水準已達台灣一般影視作品的品質。
2022年1月28日，由北美華語AV協會所主辦的「第一屆全球華語AV成人大賞」，並委託麻豆傳媒映畫進行頒獎典禮活動的協辦。從此奠定了華語成人影視獎項產業標準。
近年，台灣的成人片逐漸蓬勃發展，除了既有的影視傳媒、SWAG，尚有FansOne，而拍攝演員、題材亦往往成為新聞矚目。